# Ernst Joseph Thelott
Ernst Joseph Thelott (* 8. Oktober 1802 in Düsseldorf; † 1. Mai 1833 in Augsburg) war ein deutscher Porträtmaler.

## Leben

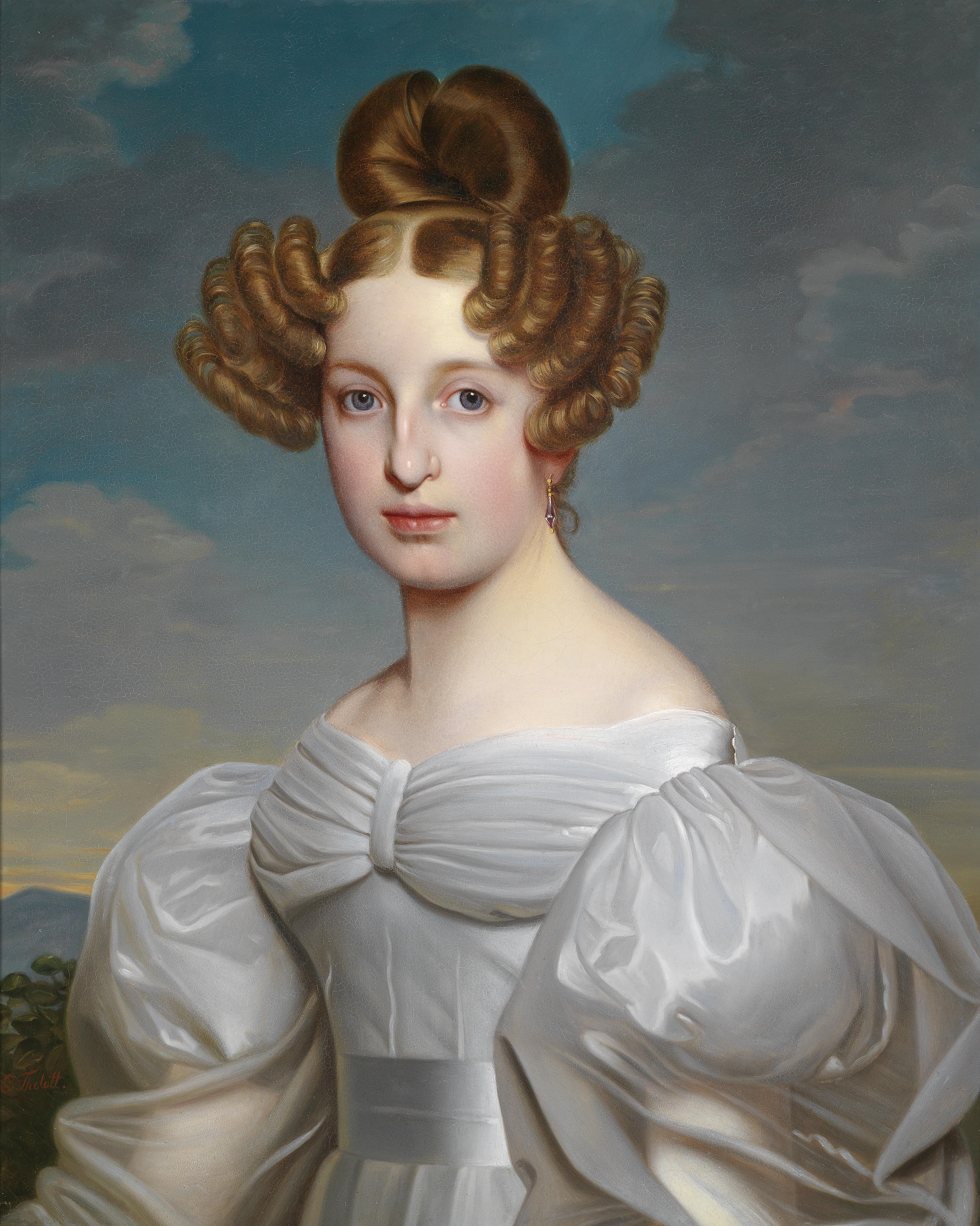
Porträt der Elise Dorothea Friederike von Schaezler

Thelott, Sohn von Ernst Carl Thelott, des Professors für Kupferstecherkunst an der Kunstakademie Düsseldorf, erhielt wie sein älterer Bruder Karl eine künstlerische Ausbildung bei seinem Vater und an dessen Akademie. Nachdem deren Direktor Peter Cornelius nach München gewechselt war, zog er auch dorthin und besuchte die Königliche Akademie der Bildenden Künste.